# 徳田町 (弘前市)
徳田町（とくだちょう）は、江戸期から現在にかけての青森県弘前市の地名。郵便番号は036-8032。2017年6月1日現在の人口は170人、世帯数は87世帯。

## 地理
青森県道31号弘前鯵ケ沢線沿いに位置し、北は和徳町、東は南横町・北柳町・南柳町・山下町、南東は田代町、南から西にかけて徒町、西は徒町川端町に接する。

## 歴史
- 延宝5年 - 弘前城築城当初から城下ではなかったが、弘前惣御絵図では徳田丁として40軒の屋敷割りが見られる。そしてその大部分が武家屋敷である。
- 宝永2〜4年 - 国日記によれば武家屋敷の郭外移転により、当地は御用地となり、算者小頭・足軽目付・用人小遣など軽輩の藩士の屋敷が配置。

### 沿革
- 江戸期 - 弘前城下の一町。
- 明治初年〜明治22年 - 弘前を冠称。
- 1899年（明治22年） - 弘前市に所属。

## 施設

### 教育
- SKK情報ビジネス専門学校

### 医療
- 波多野歯科
- 金子内科クリニック
- 田口小児科医院

### その他
- 日本野鳥の会弘前支部
- すずき和裁研究所

## 小・中学校の学区
市立小・中学校に通う場合、学区は以下の通りとなる。
| 大字   | 番地 | 小学校             | 中学校             |
| ------ | ---- | ------------------ | ------------------ |
| 徳田町 | 全域 | 弘前市立和徳小学校 | 弘前市立第一中学校 |

## 交通
- 弘南バス
  - 中央通り二丁目（土手町循環100円バス、他）停留所。
  - 横町入口（弘前バスターミナル - 神田線、他）停留所。